# Берёзовый Гай (Новгород-Северский район)
Берёзовый Гай (укр. Березовий Гай, до 2016 г. — Червоный Гай) — село в Новгород-Северском районе Черниговской области Украины. Население 54 человека. Занимает площадь 0,22 км². Расположено на реке Ракужа.
Код КОАТУУ: 7424787010. Почтовый индекс: 15422. Телефонный код: +380 4659.

## Власть
Орган местного самоуправления — Хотиевский сельский совет.